# Galeria UP

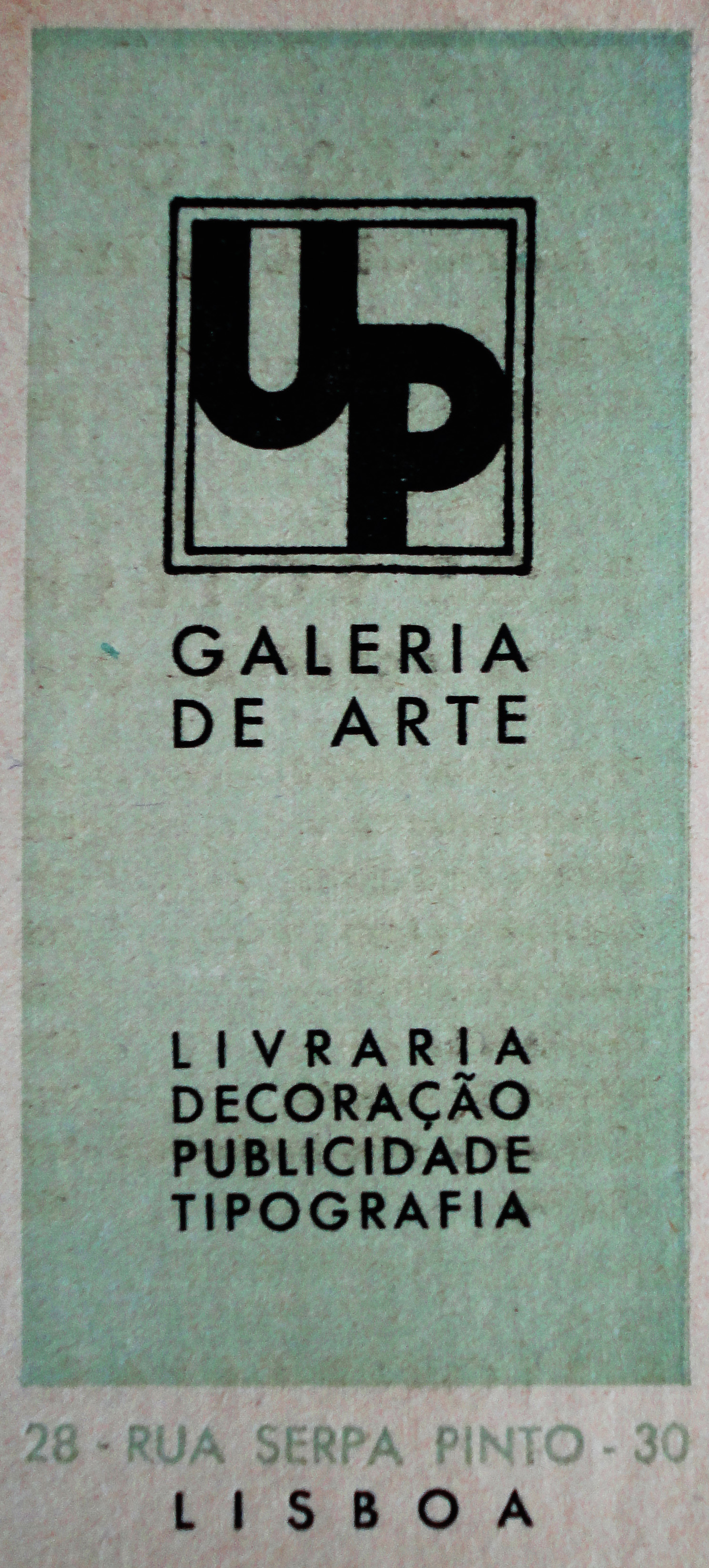
Galeria UP

A Galeria UP foi a primeira galeria comercial de arte organizada em Lisboa.
Constituida em Dezembro de 1932, teve como sócios iniciais António Pedro e Castro Fernandes e, mais tarde, Thomaz de Mello (Tom). Com projeto por Jorge Segurado, foi inaugurada em Março de 1933, na Rua Serpa Pinto, 28/30, Lisboa; esteve ativa até 1936. Comerciava pintura, escultura e ocupava-se de artes gráficas. Publicou a revista UP (2 números, o 1º em 25-12-1933, com capa de Almada Negreiros) .
Em 1933 estabeleceu contratos com diversos artistas que aí deviam realizar exposições individuais e manter obras em consignação. Entre esses nomes contam-se: Jorge Barradas, Abel Manta, Carlos Botelho, Mário Eloy, Bernardo Marques, Ofélia Marques, etc.
Em Junho de 1935 Maria Helena Vieira da Silva e Arpad Szenes expuseram nessa Galeria.